# Ixia purpureorosea
Ixia purpureorosea är en irisväxtart som beskrevs av Gwendoline Joyce Lewis. Ixia purpureorosea ingår i släktet Ixia och familjen irisväxter. Inga underarter finns listade i Catalogue of Life.